# Nucleu (algebră liniară)
În matematică, și mai precis în algebra liniară și analiza funcțională, nucleul (de asemenea, cunoscut sub numele de kernel sau ker, după notația practicată) al unei aplicații liniare L : V → W între două spații vectoriale V și W, este mulțimea tuturor elementelor v din V pentru care L(v) = 0, unde 0 indică vectorul zero din W. Adică, în notația de construcție a mulțimilor⁠(d),
{\displaystyle \ker(L)=\left\{\mathbf {v} \in V\mid L(\mathbf {v} )=\mathbf {0} \right\}{\text{.}}}

## Proprietăți ale nucleului
Nucleul lui L este un subspațiu vectorial⁠(d) al domeniului V.

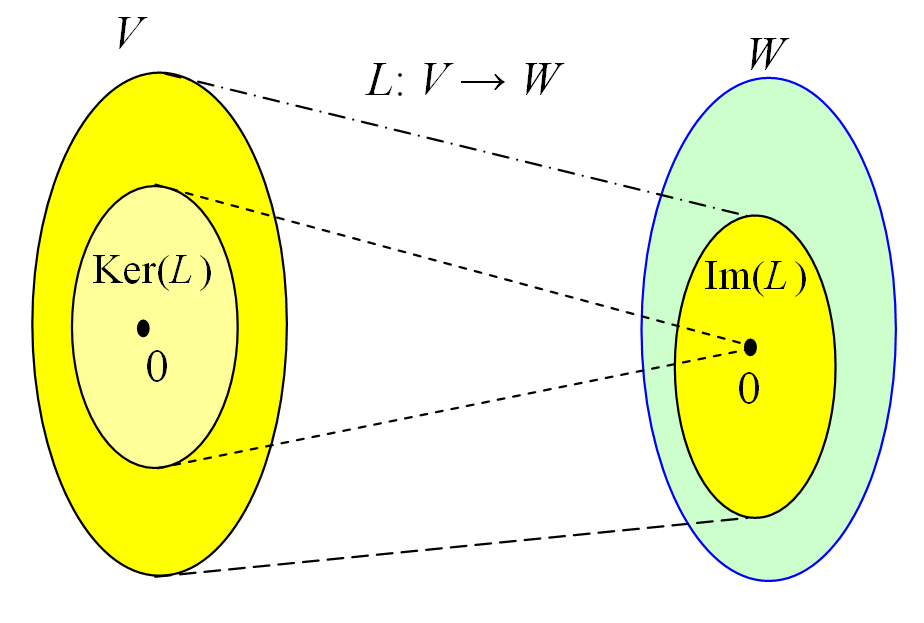
Nucleul și imaginea unei aplicații L.

În aplicația liniară L : V → W, două elemente din V au aceeași imagine în W dacă și numai dacă diferența lor aparține nucleului lui L:
{\displaystyle L(\mathbf {v} _{1})=L(\mathbf {v} _{2})\;\;\;\;\Leftrightarrow \;\;\;\;L(\mathbf {v} _{1}-\mathbf {v} _{2})=\mathbf {0} {\text{.}}}
Rezultă că imaginea L este izomorfă cu factorul⁠(d) lui V în raport cu nucleul:
{\displaystyle \mathop {\mathrm {im} } (L)\cong V/\ker(L){\text{.}}}
Acest lucru implică teorema rangului⁠(d):
{\displaystyle \dim(\ker L)+\dim(\mathop {\mathrm {im} } L)=\dim(V){\text{.}}\,}
Dimensiunea imaginii lui L se numește „rang”, iar cea a nucleului se numește „defect”.
Când V este un spațiu cu produs scalar, factorul V / ker(L) poate fi identificat cu complementul ortogonal în V al  lui ker(L). Aceasta este o generalizare a aplicațiilor liniare a spațiului rândurilor unei matrice.

## Aplicații în domeniul modulelor
Noțiunea de nucleu se aplică omomorfismelor de module, acestea din urmă fiind o generalizare a spațiilor vectoriale (care sunt definite peste un corp) peste un inel.
Domeniul aplicațiilor este un modul, și nucleul constituie un „submodul⁠(d)”. Aici, nu se mai aplică neapărat noțiunile de rang și defect.

## Nucleul în analiza funcțională
Dacă V și W sunt spații vectoriale topologice⁠(d) (și W este finit-dimensional), atunci aplicația liniară L: V → W este continuă⁠(d) dacă și numai dacă nucleul lui L este un subspațiu închis al lui V.

## Reprezentarea ca înmulțire de matrice
Fie o aplicație liniară reprezentată ca o matrice m × n A cu coeficienți într-un corp K (de obicei, corpul numerelor reale sau al numerelor complexe) și care funcționează ca vectori coloană x cu n componente peste K.
Nucleul acestei aplicații liniare este mulțimea soluțiilor ecuației Ax = 0A x = 0, unde 0 se înțelege ca vector zero. Dimensiunea nucleului lui A se numește defectul lui A. În notația de construcție a mulțimilor⁠(d),
{\displaystyle \operatorname {N} (A)=\operatorname {Null} (A)=\operatorname {ker} (A)=\left\{\mathbf {x} \in K^{n}|A\mathbf {x} =\mathbf {0} \right\}.}
Ecuația matriceală este echivalentă cu un sistem de ecuații liniare omogen:
{\displaystyle A\mathbf {x} =\mathbf {0} \;\;\Leftrightarrow \;\;{\begin{alignedat}{7}a_{11}x_{1}&&\;+\;&&a_{12}x_{2}&&\;+\;\cdots \;+\;&&a_{1n}x_{n}&&\;=\;&&&0\\a_{21}x_{1}&&\;+\;&&a_{22}x_{2}&&\;+\;\cdots \;+\;&&a_{2n}x_{n}&&\;=\;&&&0\\\vdots \;\;\;&&&&\vdots \;\;\;&&&&\vdots \;\;\;&&&&&\;\vdots \\a_{m1}x_{1}&&\;+\;&&a_{m2}x_{2}&&\;+\;\cdots \;+\;&&a_{mn}x_{n}&&\;=\;&&&0{\text{.}}\\\end{alignedat}}}
Astfel, nucleul lui A este același ca și mulțimea soluțiilor ecuațiilor omogene de mai sus.

### Proprietățile subspațiului
Nucleul unei matrice m × n A peste un corp K este un subspatiu vectorial⁠(d) al lui Kn. Cu alte cuvinte, nucleul lui A, mulțimea ker(A), are următoarele trei proprietăți:
1. Ker(A) conține întotdeauna vectorul zero, deoarece A0 = 0.
2. Dacă x ∈ Zero(A) și y ∈ Zero(A), atunci x + y ∈ Zero(A). Acest lucru rezultă din distributivitatea înmulțirii matricilor în raport cu adunarea.
3. Dacă x ∈ Zero(A) și c este un scalar c ∈ K, atunci cx ∈ Zero(A), deoarece A(cx) = c(Ax) = c0 = 0.

### Spațiul rândurilor unei matrice
Produsul Ax poate fi scris în termeni de produs scalar al vectorilor după cum urmează:
{\displaystyle A\mathbf {x} ={\begin{bmatrix}\mathbf {a} _{1}\cdot \mathbf {x} \\\mathbf {a} _{2}\cdot \mathbf {x} \\\vdots \\\mathbf {a} _{m}\cdot \mathbf {x} \end{bmatrix}}.}
Aici, cu a1, ... , am se notează transpusele rândurilor matricei A. Rezultă că x este în nucleul lui A dacă și numai dacă x este ortogonal pe fiecare vector-rând al lui A (pentru că atunci când produsul scalar a doi vectori este egal cu zero, ei sunt, prin definiție, ortogonali).
Spațiul rândurilor⁠(d) unei matrice A este spațiul generat⁠(d) de vectoriu rând din A. Prin raționamentul de mai sus, nucleul lui A este complement ortogonal al spațiului rândurilor. Cu alte cuvinte, un vector x se află în nucleul lui A dacă și numai dacă este ortogonal pe orice vector din spațiul rândurilor lui A.
Dimensiunea spațiului rândurilor lui A se numește rang al lui A, și dimensiunea nucleului lui A se numește defectul lui A. Aceste cantități sunt legate de teorema rangului⁠(d)
{\displaystyle \operatorname {rank} (A)+\operatorname {nullity} (A)=n.}

### Nucleul la stânga⁠(d)
Nucleul la stânga, sau conucleul unei matrice A este format din toți vectorii x , astfel încât xTA = 0T, unde cu T la exponent se notează transpusa unui vector coloană. Nucleul la stânga al lui A este nucleul lui AT. Nucleul la stânga al lui A este complementul ortogonal al spațiului coloanelor⁠(d) lui A, și este dual cu conucleul⁠(d) asociată aplicației liniare. Nucleul, spațiul rândurilor, spațiul coloanelor, și nucleul la stânga ale lui A sunt cele patru subspații fundamentale⁠(d) asociate matricei A.

### Sisteme de ecuatii liniare neomogene
Nucleul joacă un rol și în soluțiile unui sistem de ecuații liniare  neomogene:
{\displaystyle A\mathbf {x} =\mathbf {b} \;\;\;\;\;\;{\text{or}}\;\;\;\;\;\;{\begin{alignedat}{7}a_{11}x_{1}&&\;+\;&&a_{12}x_{2}&&\;+\;\cdots \;+\;&&a_{1n}x_{n}&&\;=\;&&&b_{1}\\a_{21}x_{1}&&\;+\;&&a_{22}x_{2}&&\;+\;\cdots \;+\;&&a_{2n}x_{n}&&\;=\;&&&b_{2}\\\vdots \;\;\;&&&&\vdots \;\;\;&&&&\vdots \;\;\;&&&&&\;\vdots \\a_{m1}x_{1}&&\;+\;&&a_{m2}x_{2}&&\;+\;\cdots \;+\;&&a_{mn}x_{n}&&\;=\;&&&b_{m}\\\end{alignedat}}}
Dacă u și v sunt două posibile soluții pentru ecuația de mai sus, atunci
{\displaystyle A(\mathbf {u} -\mathbf {v} )=A\mathbf {u} -A\mathbf {v} =\mathbf {b} -\mathbf {b} =\mathbf {0} \,}
Astfel, diferența dintre oricare două soluții pentru ecuația Ax = b se află în nucleul lui A.
Rezultă că orice soluție a ecuației Ax = b poate fi exprimată ca sumă între o soluție fixă v și un element arbitrar din nucleu. Cu alte cuvinte, mulțimea soluțiilor ecuației Ax = b este
{\displaystyle \left\{\mathbf {v} +\mathbf {x} |A\mathbf {v} =\mathbf {b} \land \mathbf {x} \in \operatorname {Null} (A)\right\},}
Din punct de vedere geometric, aceasta spune că soluția pentru Ax = b este o translație a nucleului lui A prin vectorul v. 

## Ilustrare
Vom da aici un exemplu simplu de calcul al nucleului unei matrice (a se vedea secțiunea Baze de mai jos pentru metode mai potrivite pentru calcule mai complexe). Exemplul atinge și noțiunea de spațiu al rândurilor și relația acesteia cu nucleul.
Fie matricea
{\displaystyle A={\begin{bmatrix}2&3&5\\-4&2&3\end{bmatrix}}.}
Nucleul acestei matrice este format din toți vectorii (x, y, z) ∈ R3 pentru care
{\displaystyle {\begin{bmatrix}2&3&5\\-4&2&3\end{bmatrix}}{\begin{bmatrix}x\\y\\z\end{bmatrix}}={\begin{bmatrix}0\\0\end{bmatrix}},}
ceea ce se poate exprima ca un sistem de ecuații liniare omogen în x, y, și z:
{\displaystyle {\begin{aligned}2x+3y+5z&=0,\\-4x+2y+3z&=0.\end{aligned}}}
Aceleași ecuații liniare pot fi scrise în formă de matrice ca:
{\displaystyle \left[{\begin{array}{ccc|c}2&3&5&0\\-4&2&3&0\end{array}}\right].}
Prin eliminare Gauss–Jordan, se reduce la:
{\displaystyle \left[{\begin{array}{ccc|c}1&0&1/16&0\\0&1&13/8&0\end{array}}\right].}
Rescriind matricea sub formă de ecuații, rezultă:
{\displaystyle {\begin{aligned}x&=-{\frac {1}{16}}z\\y&=-{\frac {13}{8}}z.\end{aligned}}}
Elementele nucleului pot fi mai departe exprimate sub formă parametrică după cum urmează:
{\displaystyle {\begin{bmatrix}x\\y\\z\end{bmatrix}}=c{\begin{bmatrix}-1/16\\-13/8\\1\end{bmatrix}}\quad ({\text{where }}c\in \mathbb {R} )}
pentru un c scalar.
Deoarece c este o variabilă liberă⁠(d), acest lucru poate fi exprimat la fel de bine ca:
{\displaystyle {\begin{bmatrix}x\\y\\z\end{bmatrix}}=c{\begin{bmatrix}-1\\-26\\16\end{bmatrix}}.}
Nucleul lui A este soluția acestor ecuații (în acest caz, o dreaptă prin originea lui R3); vectorul (-1,-26,16)T constituie o bază a nucleului lui A.
Astfel, defectul lui A este 1.
Se observă  și că următoarele produse scalare sunt zero:
{\displaystyle {\begin{bmatrix}2&3&5\end{bmatrix}}{\begin{bmatrix}-1\\-26\\16\end{bmatrix}}=0\quad \mathrm {and} \quad {\begin{bmatrix}-4&2&3\end{bmatrix}}{\begin{bmatrix}-1\\-26\\16\end{bmatrix}}=0\mathrm {,} }
ceea ce ilustrează faptul că vectorii din nucleul lui A sunt ortogonali pe fiecare vector-rând al lui A.
Acești doi vectori-rând (liniar independenți) generează spațiul rândurilor lui A, un plan ortogonal pe vectorul (-1,-26,16)T.
Cum rangul lui A este 2, defectul lui A este 1, și dimensiunea lui A 3, avem o ilustrare a teoremei rangului.

## Exemple
- Dacă L: Rm → Rn, atunci nucleul lui L este mulțimea soluțiilor unui sistem de ecuații liniare omogen. La fel ca în ilustrația de mai sus, dacă L este aplicația:

{\displaystyle L(x_{1},x_{2},x_{3})=(2x_{1}+3x_{2}+5x_{3},\;-4x_{1}+2x_{2}+3x_{3})}
atunci nucleul lui L este mulțimea soluțiilor ecuațiilor
{\displaystyle {\begin{alignedat}{7}2x_{1}&\;+\;&3x_{2}&\;+\;&5x_{3}&\;=\;&0\\-4x_{1}&\;+\;&2x_{2}&\;+\;&3x_{3}&\;=\;&0\end{alignedat}}}
- Fie C[0,1] spațiul vectorial al tuturor funcțiilor continue cu valori reale definite pe intervalul [0,1], fie L: C[0,1] → R definit prin regula:

{\displaystyle L(f)=f(0.3){\text{.}}}
Atunci nucleul lui L constă din toate funcțiile f ∈ C[0,1] pentru care f(0.3) = 0.
- Fie C∞(R) spațiul vectorial al tuturor funcțiilor indefinit derivabile: R → R, și fie D: C∞(R) → C∞(R) operatorul de diferențiere⁠(d):

{\displaystyle D(f)={\frac {df}{dx}}{\text{.}}}
Atunci, nucleul lui D este format din toate funcțiile din C∞(R), care au derivata zero, adică mulțimea tuturor funcțiilor constante.
- Fie R∞ produsul direct⁠(d) al unui număr infinit de copii ale lui R, și fie s: R∞ → R∞ operatorul deplasare⁠(d)

{\displaystyle s(x_{1},x_{2},x_{3},x_{4},\ldots )=(x_{2},x_{3},x_{4},\ldots ){\text{.}}}
Atunci nucleul lui s este subspațiu unidimensional format din toți vectorii (x1, 0, 0, ...).
- Dacă V este un produs scalar și W este un subspațiu, nucleul proiecției ortogonale⁠(d) V → W este complementul ortogonal al lui W în V.

## Calcul prin eliminare Gauss
O bază a nucleului unei matrice poate fi calculată prin eliminarea gaussiană⁠(d).
În acest scop, dată fiind o matrice m × n A, se construiește mai întâi matricea {\displaystyle {\begin{bmatrix}A\\\hline I\end{bmatrix}},} unde II este matricea unitate n × n.
Calculând matricea eșalon pe coloane⁠(d) prin eliminare Gauss (sau orice altă metodă adecvată), se obține o matrice {\displaystyle {\begin{bmatrix}B\\\hline C\end{bmatrix}}.} O bază a nucleului lui A constă în coloanele nenule ale lui C astfel încât coloana corespunzătoare din B este o coloană nulă.
În fapt, calculul poate fi oprit de îndată ce partea superioară este matricea în forma eșalon pe coloană: restul calculului constă în schimbarea bazei spațiului vectorial generat de coloanele a căror parte superioară este zero.
De exemplu, să presupunem că
{\displaystyle A={\begin{bmatrix}1&0&-3&0&2&-8\\0&1&5&0&-1&4\\0&0&0&1&7&-9\\0&0&0&0&0&0\end{bmatrix}}.}
Atunci
{\displaystyle {\begin{bmatrix}A\\\hline I\end{bmatrix}}={\begin{bmatrix}1&0&-3&0&2&-8\\0&1&5&0&-1&4\\0&0&0&1&7&-9\\0&0&0&0&0&0\\\hline 1&0&0&0&0&0\\0&1&0&0&0&0\\0&0&1&0&0&0\\0&0&0&1&0&0\\0&0&0&0&1&0\\0&0&0&0&0&1\end{bmatrix}}.}
Aducând partea de sus în forma eșalon pe coloane prin operațiuni cu coloanele pe întreaga matrice rezultă
{\displaystyle {\begin{bmatrix}B\\\hline C\end{bmatrix}}={\begin{bmatrix}1&0&0&0&0&0\\0&1&0&0&0&0\\0&0&1&0&0&0\\0&0&0&0&0&0\\\hline 1&0&0&3&-2&8\\0&1&0&-5&1&-4\\0&0&0&1&0&0\\0&0&1&0&-7&9\\0&0&0&0&1&0\\0&0&0&0&0&1\end{bmatrix}}.}
Ultimele trei coloane din B sunt coloane nule. Prin urmare, în ultimii trei vectori de C,
{\displaystyle \left[\!\!{\begin{array}{r}3\\-5\\1\\0\\0\\0\end{array}}\right],\;\left[\!\!{\begin{array}{r}-2\\1\\0\\-7\\1\\0\end{array}}\right],\;\left[\!\!{\begin{array}{r}8\\-4\\0\\9\\0\\1\end{array}}\right]}
sunt o bază a nucleului lui A.
Întrucât operațiile pe coloane corespund unei înmulțiri prealabile cu matrici inversabile, faptul că {\displaystyle \left[{\begin{array}{c}A\\\hline I\end{array}}\right]} se reduce la {\displaystyle \left[{\begin{array}{c}B\\\hline C\end{array}}\right]} ne spune că {\displaystyle AC=B}. Cu alte cuvinte, acțiunea lui {\displaystyle A} via (coloanele lui) {\displaystyle C} corespunde cu acțiunea lui {\displaystyle B}. Întrucât {\displaystyle B} este în formă eșalon pe coloane, ea acționează trivial doar asupra elementelor bazei elementare ce corespund coloanelor nule din {\displaystyle B}. Întrucât acțiunea lui {\displaystyle B} corespunde acțiunii lui {\displaystyle A} prin coloanele lui {\displaystyle C}, coloanele corespunzătoare din {\displaystyle C} trebuie să fie coloane nule pentru {\displaystyle A}, și trebuie să formeze baza nucleului lui {\displaystyle A} conform teoremei rangului.

## Calcul numeric
Problema de calcul pe calculator al nucleului depinde de natura coeficienților.

### Coeficienții exacți
Dacă coeficienții matricei sunt numere date, forma eșalon pe coloane⁠(d) a matricei poate fi calculată prin algoritmul Bareiss⁠(d) mai eficient decât prin eliminare gaussiană. Este chiar mai eficient să se utilizeze aritmetica modulară⁠(d), care reduce problema la una similară peste un corp finit.
Pentru coeficienți într-un corp finit, eliminarea gaussiană funcționează bine, dar pentru matrice mari ca cele care apar in criptografie se cunosc algoritmi mai buni, care au aproximativ aceeași complexitate⁠(d), dar sunt mai rapide și se comportă mai bine pe hardware modern.

### Calculul în virgulă mobilă
Pentru matrice ale căror elemente sunt numere în virgulă mobilă, problema calculării nucleului are sens numai pentru matrice al căror număr de rânduri este egal cu rangul: din cauza erorilor de rotunjire⁠(d), o matrice cu elemente în virgulă mobilă are aproape întotdeauna rang complet, chiar și atunci când este o aproximare a unei matrice cu rang mult mai mic. Chiar și pentru o matrice cu rang complet, se poate calcula nucleul numai dacă este bine condiționată⁠(d), adică are un număr de condiționare mic.
Chiar și pentru o matrice cu rang complet bine condiționată, eliminarea gaussiană nu se comportă corect: introduce erori de rotunjire care sunt prea mari pentru a obține un rezultat semnificativ. Întrucât calculul nucleului unei matrice este un caz particular de rezolvare a unui sistem omogen de ecuații liniare, nucleul poate fi calculat de către oricare dintre diverșii algoritmi concepuți pentru a rezolva sisteme omogene. Un software de ultimă generație pentru acest scop este biblioteca Lapack⁠(d).